# ゴールマハティヒ予想
ゴールマハティヒ予想（英語: Goormaghtigh conjecture）とは、整数論における予想のひとつ。ベルギーの数学者、ルネ・ゴールマハティヒ (René Goormaghtigh) に由来する。この予想は、次の指数型ディオファントス方程式
{\displaystyle {\frac {x^{m}-1}{x-1}}={\frac {y^{n}-1}{y-1}}}
の非自明な（x > y > 1 かつ m, n > 2 を満たす）整数解は次の2つに限るということを主張する。
- (x, y, m, n) = (5, 2, 3, 5)
- (x, y, m, n) = (90, 2, 3, 13)

別の表現としては、2個以上の基数において3桁以上のレピュニットとして表される自然数は31（(11111)2=(111)5）と8191（(1111111111111)2=(111)90）に限るということを意味する。

## 現在までの主な進歩
- （Davenport, Lewis & Schinzel (1961)）m, nを固定するごとに、この方程式は高々有限個の解しか持たない。ただしこの証明は整数点についてのジーゲルの定理（これは「effective」ではない）に基づいている。
- （Nesterenko & Shorey (1998)）d ≥ 2, r ≥ 1, s ≥ 1 なる d, r, s を用いて m − 1 = dr, n − 1 = ds と表されるとき、max(x, y, m, n) の値は r, s にのみ依存して実効的に計算可能な定数によって上から押さえられる。
- （Yuan (2005)）m = 3 かつ n が奇数のときの場合のこの予想を示した。
- （He & Togbé (2008)）x, y を固定するごとに、この方程式は高々1個の解しか持たない。